# Marjorie Vincent
Marjorie Judith Vincent (21 novembre 1964) è una modella statunitense, incoronata Miss America 1991.
Di origini haitiane, Marjorie Vincent utilizzò i soldi della vincita del concorso per pagarsi gli studi universitari di giornalismo.
Dopo aver provato due volte nei concorsi di Miss North Carolina e Miss Illinois, al terzo tentativo la Vincent ottenne il titolo di Miss Illinois, ottenendo la possibilità di partecipare a Miss America, concorso che vinse la sera del 7 settembre 1990.
Dopo il concorso la Vincent terminò gli studi e divenne telegiornalista per la WGBC, canale televisivo del Mississippi nell'ottobre 1993. In seguito ha lavorato anche per WHOI a Peoria, e per Ohio News Network a Columbus. In seguito si è dedicata agli studi di giurisprudenza.